# 수산진성
수산진성(水山鎭城)은 대한민국 제주특별자치도 서귀포시 성산읍 수산리에 위치해 있는 조선시대의 성이다. 또한 2005년 10월 5일 제주특별자치도의 기념물 제 62호로 지정되었다.

## 지정 사유
수산진성은 제주도내 다른 진성과 갈리 내륙지역에 위치해 있고 성곽의 형태도 방형이다.
성곽과 치성 등이 원형으로 잘 보존되어 있어 제주도 성곽연구에 중요한 자료를 제공하는 등 문화재적 가치가 높이 평가되고 있다.

## 개요
수산진은 조선시대 제주의 대표적인 방어유적으로 3성(三城) 9진(九鎭)에 속하며 정의현 관할이었다.
이 성은 세종 21년(1439) 목사 한승순에 의해 처음으로 축성되었으나, 임진왜란 때 목사 이경록에 의하여 성산으로 잠시 이설되기도 했다. 선조 32년(1599) 목사 성윤문에 의하여 다시 복원되었다.
성곽 둘레 1,164척(352.72m), 높이 16척(4.84m)이며, 동쪽과 서쪽에 각각 문이 있었다.
현재 도내 9진 가운데 비교적 원형에 가깝게 보존되어 있으며, 성 서쪽과 북쪽 모서리에는 치성 일부가 남아 있기도 하다.
성 내부 북북동쪽에는 성을 축조할 때 부역을 대신하여 죽은 아기의 넋을 달래기 위해 세워진 '진안할망당'이 있다.

## 수산초등학교
수산성의 위치는 현재의 수산초등학교이며, 성 자체가 학교 울타리로 사용되고 있다.

## 참고 자료
- 수산진성 - 국가유산청 국가유산포털